# 當我們再相見
〈當我們再相見〉（又譯作〈再見你一面〉）是由美国说唱歌手维兹·卡利法录制，查理·普斯客串的歌曲。该曲收录于2015年动作电影《玩命關頭7》原声带，用以缅怀于2013年11月30日在加利福尼亚州聖塔克拉利塔瓦伦西亚一场单一车辆事故中逝世的保罗·沃克。卡利法与他的联合制作人DJ弗兰克·E和安德鲁·赛达尔（Andrew Cedar）共同创作了这首歌曲，普斯亦参与了制作，混音则由曼尼·马热昆。歌曲于2015年3月17日作为原声带在美国的主打单曲发布。由于电影的摄制正在进行中，保罗的弟弟表示愿意加入剧组，好让电影能够杀青。
歌曲是全球商业成功之作，成为卡利法和普斯迄今为止最热门的单曲。它于12个非连续的星期登顶《公告牌》百强单曲榜，追平埃米纳姆的〈豁出去〉在该国的榜首时长最长说唱单曲纪录，并在英国单曲排行榜连续两周登顶。该曲还在包括澳大利亚、奥地利、加拿大、德国、爱尔兰、新西兰和瑞士在内等国的其他几个国家登顶。歌曲在美国Spotify持有单日流媒体播放量最多单曲纪录，截至2015年4月13日共播放420万次。2015年4月6日到4月12日期间，该曲在26个国家创下单曲流媒体播放量最多的纪录，共播放2190万次，在英国击败贾斯汀·比伯的〈什么意思？〉（2015年9月17日到9月23日期间共播放387万次）创下单周新纪录，于2015年4月20日到4月26日期间共流媒体播放387万次。2015年10月7日，歌曲视频在YouTube上的观看量突破10亿。截至2020年11月，该歌曲MV在YouTube的播放量达47亿，成为迄今为止最热门的嘻哈歌曲视频之一。截至2021年3月，该歌曲MV在YouTube的播放量达50亿,在第58届格莱美奖上，歌曲获得年度歌曲、年度流行二人组/团体表演和最佳视觉媒体歌曲创作奖提名。歌曲还入选BBC音乐奖年度歌曲奖候选名单，目前还被提名为第73届金球奖最佳原创歌曲奖。
2017年7月10日，歌曲视频凭借28.94亿的播放量超越Psy的〈江南Style〉，成为YouTube观看次数最多的视频。後來被同年路易斯·馮西所發行的〈慢慢來〉超越成為YouTube觀看次數最多的影片。

## 创作过程
〈當我們再相見〉是由DJ弗兰克·E、查理·普斯、维兹·卡利法和安德鲁·赛达尔创作的一首嘻哈民谣，以B♭大调写就。歌曲由DJ弗兰克·E、查理·普斯和安德鲁·赛达尔制作。弗兰克·E和普斯的发行公司艺术家出版集团接触两人，开发出一支在2015年电影《速度与激情7》中对已故的保罗·沃克表示悼念的旋律。公司主席本·马达西随后在洛杉矶的一间录音室内为普斯和DJ弗兰克·E设置了首个的录音室阶段。
在创作这首回顾他的一位死于车祸的好友的歌曲时，普斯在情感上被打动。他起初不愿意电影原声带的厂牌公司大西洋唱片选他给歌曲主音。在一次与《洛杉矶时报》的采访中，普斯回忆道：“它似乎不知道从哪儿冒出来，基本上10分钟后贾斯汀和我就着手创作，把它寄了出去，但我想我们永远不会再次听到它。”普斯和DJ弗兰克·E在这一阶段的产出获得《速度与激情7》制片方环球影业及大西洋唱片的好评。这样一来，卡利法之后受委托为歌曲演唱基于家庭主题的说唱段落，以结合普斯的声线和钢琴旋律。歌曲之后又经历了广泛的编曲和制作过程。普斯认为，他的演唱之所以被大西洋选中，是因为他将情感融入了主题。
这首歌出现在电影结尾处。在布莱恩·奥康纳（Brian O'Conner）的退休欢送会后，他和多米尼克·托雷托在山间道路上驾车奔驰，随后在岔道口分别。

## 商业表现
在美国，歌曲于2015年3月19日分别以第100位和第29位的成绩分别亮相《公告牌》百强单曲榜和热门R&B/嘻哈歌曲榜，首周销量25000份。在2015年4月18日发布的排行榜上，歌曲在百强榜上的排名从84攀升到10，当周在排行榜的“Digital Gainer”上卖出168000份。歌曲是自2013年凯蒂·佩里的〈听我吼〉以来，该榜跳跃至前十幅度最大的歌曲。第五周，歌曲卖出464000份，在百强榜上从第10位升至榜首。歌曲标志着卡利法继2011年的《黑与黄》后第二次在该榜单上名列第一，普斯第一次登顶。歌曲在百强榜上12个非连续的星期登顶，最终被OMI的〈专属啦啦队〉踢出榜首，系33首至少10个星期在百强榜上占据榜首的歌曲之一。歌曲还在主流四十強單曲榜和节奏性榜单分别登顶三个星期和四个星期。歌曲还在热门说唱歌曲和热门R&B嘻哈歌曲各自登顶14个星期。截至2015年10月，歌曲在美国共售出350万份。截至2015年8月29日，歌曲掉出前十，在前十位置共呆了19个星期。
2015年4月12日，歌曲以第20位的成绩亮相英国单曲排行榜，当周在英国共录得180万的流媒体播放。数字发行后，截至2015年4月19日，歌曲在该榜单上攀升至榜首。歌曲于当周卖出19.3万份，成为2015年在英国卖得最快的单曲。凭借当周368万流媒体播放量，歌曲还打破了英国的流媒体纪录。这标志着卡利法第二次在该榜单上登顶，而他的第一次是在2012年客串魔力红的〈公共电话〉中。这也是普斯首次登顶。登顶首周，歌曲卖出14.2万份，并凭借当周372万次的流媒体播放量打破其流媒体纪录。接下来一周，Omi的〈专属啦啦队〉取代了歌曲的榜首位置，比当时处在第二位的歌曲卖多约1000份。
在新西兰，截至2015年3月30日，歌曲在新西兰单曲榜上以第34位的成绩亮相。亮相第三个星期，歌曲在该榜单登顶，成为卡利法和普斯在该国的首支冠军单曲。在澳大利亚，歌曲在2015年4月11日发布的澳大利亚单曲榜中从第59位升至第1位，成为卡利法和普斯首支在该榜单上登顶的热门歌曲。歌曲是澳大利亚单曲榜历史上跳跃至榜首幅度最大的歌曲。

## 音乐录影带
歌曲的音乐录影带由马克·卡拉斯菲尔德导演，于2015年4月6日在YouTube发布。
视频以卡利法在日落时分走下高速公路开头，之后普斯在演唱副歌时坐着弹钢琴、被两辆车夹着出现。卡利法的说唱段和普斯演唱第二段副歌后，转折段穿插了《速度与激情7》的镜头。转折过后，多米尼克·托雷托（范·迪塞尔饰）和布莱恩·奥康纳（保罗·沃克饰）一起开车，靠拢他们的车子并相互报以最后的微笑，之后朝着落日驶离各自道路的电影结尾画面。镜头垂直向上拉向天空，“FOR PAUL”（致保罗）的字样出现，视频结束。
截至2022年2月，视频获得54亿的播放量，成为YouTube史上观看次数第五多的视频，也是播放量最多的说唱歌手视频。歌曲是该网站播放量破10亿第二快的视频，在185天内完成了这一壮举，仅次于花了159天完成这一行为的〈江南Style〉。歌曲获得824万个喜欢和21万个不喜歡(現有3705万喜欢)。该视频在2015年MTV音乐录影带大奖上被提名为最佳嘻哈视频和最佳合作，但均未获奖。

## 现场表演
卡利法和普斯于2015年3月在《吉米·法伦今夜秀》和2015年5月一期的《周六夜现场》上现场表演了歌曲。迪塞尔在2015年MTV电影大奖上亦现场演绎了这首歌，作为对沃克的缅怀。2015年4月，卡利法和普斯在《艾伦秀》上再度表演这首歌。没有普斯，卡利法在联合打倒男孩的Boys of Zummer Tour巡演上演唱了歌曲。卡利法还在《美国之声》第八季上演绎这首歌，第七季决赛选手克里斯·贾米森演唱了普斯的部分。2015年9月9日，卡利法作为1989世界巡迴演唱會休士頓場的驚喜嘉宾与泰勒·斯威夫特合作演唱了这支歌曲，泰勒絲演唱了普斯的部分。
於2020年1月31日，卡利法和普斯於洛杉磯湖人隊的主場再度合作演唱此歌曲，以紀念日前因空難過世的柯比·布萊恩。

## 中文版本
此曲国语版歌名为〈再见〉，由陈傑瑞主唱；另有國英混合版由J.Sheon主唱，歌名同英文版一樣是〈See You Again〉。

## 获奖提名
| 年份 | 奖项                                   | 类别                     | 结果 |
| ---- | -------------------------------------- | ------------------------ | ---- |
| 2015 | 全美音乐奖                             | 年度歌曲                 | 提名 |
| 2015 | 全美音乐奖                             | 年度合作                 | 提名 |
| 2015 | 好萊塢音樂媒體大獎                     | 電影歌曲獎               | 獲獎 |
| 2015 | MTV音乐录影带大奖                      | 最佳嘻哈视频             | 提名 |
| 2015 | MTV音乐录影带大奖                      | 最佳合作                 | 提名 |
| 2015 | 青少年选择奖                           | 節奏藍調/嘻哈歌曲选择奖  | 獲獎 |
| 2015 | 青少年选择奖                           | 合作选择奖               | 提名 |
| 2015 | 青少年选择奖                           | 电影或电视节目歌曲选择奖 | 獲獎 |
| 2015 | 好萊塢電影大獎                         | 好萊塢歌曲獎             | 獲獎 |
| 2015 | BBC音樂獎                              | 年度歌曲                 | 提名 |
| 2016 | 葛萊美獎                               | 年度歌曲                 | 提名 |
| 2016 | 葛萊美獎                               | 年度流行二人组/团体表演  | 提名 |
| 2016 | 葛萊美獎                               | 最佳视觉媒体歌曲创作     | 提名 |
| 2016 | 评论家选择电影奖                       | 最佳歌曲                 | 獲獎 |
| 2016 | 金球獎                                 | 金球獎最佳原創歌曲       | 提名 |
| 2016 | 尼克频道儿童选择奖                     | 最受歡迎合作             | 獲獎 |
| 2016 | iHeartRadio音樂獎                      | 最佳歌詞                 | 提名 |
| 2016 | iHeartRadio音樂獎                      | 最佳合作                 | 提名 |
| 2016 | iHeartRadio音樂獎                      | 最佳電影歌曲             | 提名 |
| 2016 | 美国作曲家、作家和发行商协会流行音樂獎 | 表演最多的歌曲           | 獲獎 |

## 收錄單曲
| 曲序 | 曲目                           | 时长 |
| ---- | ------------------------------ | ---- |
| 1.   | 當我們再相見（feat.查理·普斯） | 5:48 |

## 榜单表现
| 榜單（2015年）                                    | 最高 排位 |
| ------------------------------------------------- | --------- |
| 澳大利亚（澳大利亚唱片业协会單曲榜）              | 1         |
| 奥地利（Ö3四十强单曲榜）                          | 1         |
| 比利时佛兰德（Ultratop五十强单曲榜）              | 1         |
| 比利时瓦隆（Ultratop五十强单曲榜）                | 2         |
| 加拿大（Canadian Hot 100）                        | 1         |
| 加拿大（《告示牌》Canada CHR）                    | 1         |
| 加拿大（《告示牌》Canada Hot AC）                 | 5         |
| 哥倫比亞（國家報告英語熱門榜）                    | 1         |
| 捷克（電台百強單曲榜）                            | 2         |
| 捷克（百強數位單曲榜）                            | 1         |
| 丹麥（Hitlisten单曲榜）                           | 1         |
| 歐洲（歐洲數位歌曲榜）                            | 1         |
| 芬兰（芬蘭官方單曲榜）                            | 1         |
| 法国（法國唱片出版業公會單曲榜）                  | 2         |
| 德国（德國官方單曲榜）                            | 1         |
| 希臘（《告示牌》數位歌曲榜）                      | 1         |
| 匈牙利（四十强电台榜）                            | 4         |
| 匈牙利（四十強單曲榜）                            | 1         |
| 愛爾蘭（愛爾蘭唱片音樂協會单曲榜）                | 1         |
| 以色列（媒体森林电台榜）                          | 1         |
| 意大利（意大利音乐产业联盟单曲榜）                | 1         |
| 日本（Japan Hot 100）                             | 7         |
| 黎巴嫩（黎巴嫩官方二十強榜）                      | 1         |
| 盧森堡（《告示牌》Luxembourg Digital Song Sales） | 1         |
| 墨西哥（拉美監控二十強英語榜）                    | 1         |
| 墨西哥（《告示牌》英語電台榜）                    | 1         |
| 荷兰（荷蘭四十強單曲榜）                          | 3         |
| 荷兰（百强单曲榜）                                | 3         |
| 新西兰（新西兰唱片音乐协会单曲榜）                | 1         |
| 挪威（世道單曲榜）                                | 1         |
| 波蘭（波蘭百大電台榜）                            | 4         |
| 葡萄牙（《告示牌》Portugal Digital Songs）        | 1         |
| 俄羅斯（Tophit）                                  | 3         |
| 蘇格蘭（官方榜单公司單曲榜）                      | 1         |
| 斯洛伐克（電台百強單曲榜）                        | 5         |
| 斯洛伐克（百強數位單曲榜）                        | 1         |
| 南非（非洲娛樂監測单曲榜）                        | 1         |
| 韓國（Gaon音乐榜）                                | 32        |
| 西班牙（西班牙音樂製作協會）                      | 4         |
| 瑞典（瑞典最熱榜）                                | 1         |
| 瑞士（瑞士热门音乐榜）                            | 1         |
| 英國（官方榜单公司單曲榜）                        | 1         |
| 英國（官方榜单公司節奏藍調榜）                    | 1         |
| 美国（《告示牌》百大單曲榜）                      | 1         |
| 美國（《告示牌》成人當代單曲榜）                  | 13        |
| 美國（《告示牌》Adult Pop Airplay）               | 2         |
| 美國（《告示牌》Dance/Mix Show Airplay）          | 3         |
| 美國（《告示牌》Hot R&B/Hip-Hop Songs）           | 1         |
| 美國（《告示牌》Pop Airplay）                     | 1         |
| 美國（《告示牌》Rhythmic Songs）                  | 1         |

| 榜单（2015年）                         | 排位 |
| -------------------------------------- | ---- |
| 澳大利亞（澳大利亞唱片業協會單曲榜）   | 3    |
| 澳大利亞（澳大利亞唱片業協會城市榜）   | 2    |
| 奧地利（Ö3四十強單曲榜）               | 6    |
| 比利時法蘭德斯（Ultratop五十強單曲榜） | 9    |
| 比利時瓦隆尼亞（Ultratop五十強單曲榜） | 20   |
| 加拿大（加拿大百強單曲榜）             | 4    |
| 丹麥（Tracklisten）                    | 4    |
| 德國（官方德國榜單）                   | 9    |
| 以色列（媒體森林）                     | 11   |
| 義大利（義大利音樂產業聯盟）           | 8    |
| 日本（日本熱門100金曲榜）              | 19   |
| 紐西蘭（紐西蘭唱片音樂協會）           | 3    |
| 斯洛文尼亞（斯洛文尼亞五十強榜）       | 36   |
| 西班牙（西班牙音樂製作協會）           | 16   |
| 瑞典（瑞典最熱榜）                     | 4    |
| 瑞士（瑞士熱門音樂榜）                 | 5    |
| 英國（官方榜單公司單曲榜）             | 5    |
| 美國（《告示牌》百強單曲榜）           | 3    |
| 美國（《告示牌》熱門藍調/嘻哈歌曲榜）  | 1    |

| 榜单（2016年）                       | 排位 |
| ------------------------------------ | ---- |
| 澳大利亞（澳大利亞唱片業協會單曲榜） | 22   |
| 加拿大（加拿大百強單曲榜）           | 83   |
| 美國（《告示牌》百強單曲榜）         | 99   |

## 销量认证
| 地區                                                       | 认证    | 认证单位/销量 |
| ---------------------------------------------------------- | ------- | ------------- |
| 澳大利亚（澳大利亚唱片业协会）                             | 5× 白金 | 350,000^      |
| 奥地利（國際唱片業協會奧地利分會）                         | 白金    | 30,000‡       |
| 比利时（比利時唱片音樂協會）                               | 白金    | 30,000*       |
| 加拿大（加拿大音乐协会）                                   | 4× 白金 | 320,000       |
| 丹麦（國際唱片業協會丹麥分會）                             | 2× 白金 | 120,000^      |
| 德国（聯邦音樂產業協會）                                   | 白金    | 400,000‡      |
| 意大利（意大利音乐产业联盟）                               | 4× 白金 | 200,000‡      |
| 日本（日本唱片協會）                                       | 金      | 100,000^      |
| 墨西哥（墨西哥音像製品協會）                               |         | 60,000*       |
| 新西兰（新西兰唱片音乐协会）                               | 3× 白金 | 45,000*       |
| 挪威（國際唱片業協會挪威分会）                             | 2× 白金 | 80,000‡       |
| 韩国 (Gaon)                                                | —       | 483,173       |
| 西班牙（西班牙音樂製作協會）                               | 白金    | 40,000‡       |
| 瑞典（瑞典唱片業協會）                                     | 3× 白金 | 120,000‡      |
| 瑞士（國際唱片業協會瑞士分会）                             | 2× 白金 | 60,000‡       |
| 英国（英国唱片业协会）                                     | 白金    | 1,070,000     |
| 美国（美國唱片業協會）                                     | 4× 白金 | 3,500,000     |
| *僅含認證的實際銷量 ^僅含認證的出貨量 ‡僅含認證的+實際銷量 |         |               |

## 发行历史
| 国家 | 日期          | 格式         | 厂牌   | Ref.    |
| ---- | ------------- | ------------ | ------ | ------- |
| 美国 | 2015年3月17日 |              | 大西洋 | [ 130 ] |
| 全球 | 2015年4月3日  | [ 3 ]        | 大西洋 |         |
| 美国 | 2015年4月7日  | 当代热门电台 | 大西洋 | [ 131 ] |
| 英国 | 2015年4月12日 |              | 大西洋 | [ 3 ]   |